# Toilettes japonaises
 (octobre 2020).
Si vous disposez d'ouvrages ou d'articles de référence ou si vous connaissez des sites web de qualité traitant du thème abordé ici, merci de compléter l'article en donnant les références utiles à sa vérifiabilité et en les liant à la section « Notes et références ».
 (novembre 2023).
Les toilettes japonaises existent sous deux formes différentes. Le modèle plus ancien consiste en de simples toilettes au-dessus desquelles on s'accroupit (sorte de toilettes turques inversées). Il reste fréquent dans les toilettes publiques. Après la Seconde Guerre mondiale, le modèle moderne occidental des toilettes à chasse d'eau et des urinoirs a commencé à apparaître. Plus récemment sont apparues les toilettes à bidet qui, en 2004, étaient installées dans plus de la moitié des foyers japonais,,. Au Japon, ces bidets sont couramment appelés washlets (ウォシュレット, Woshuretto), nom commercial appartenant à TOTO, une entreprise basée à Kitakyūshū.

## Histoire

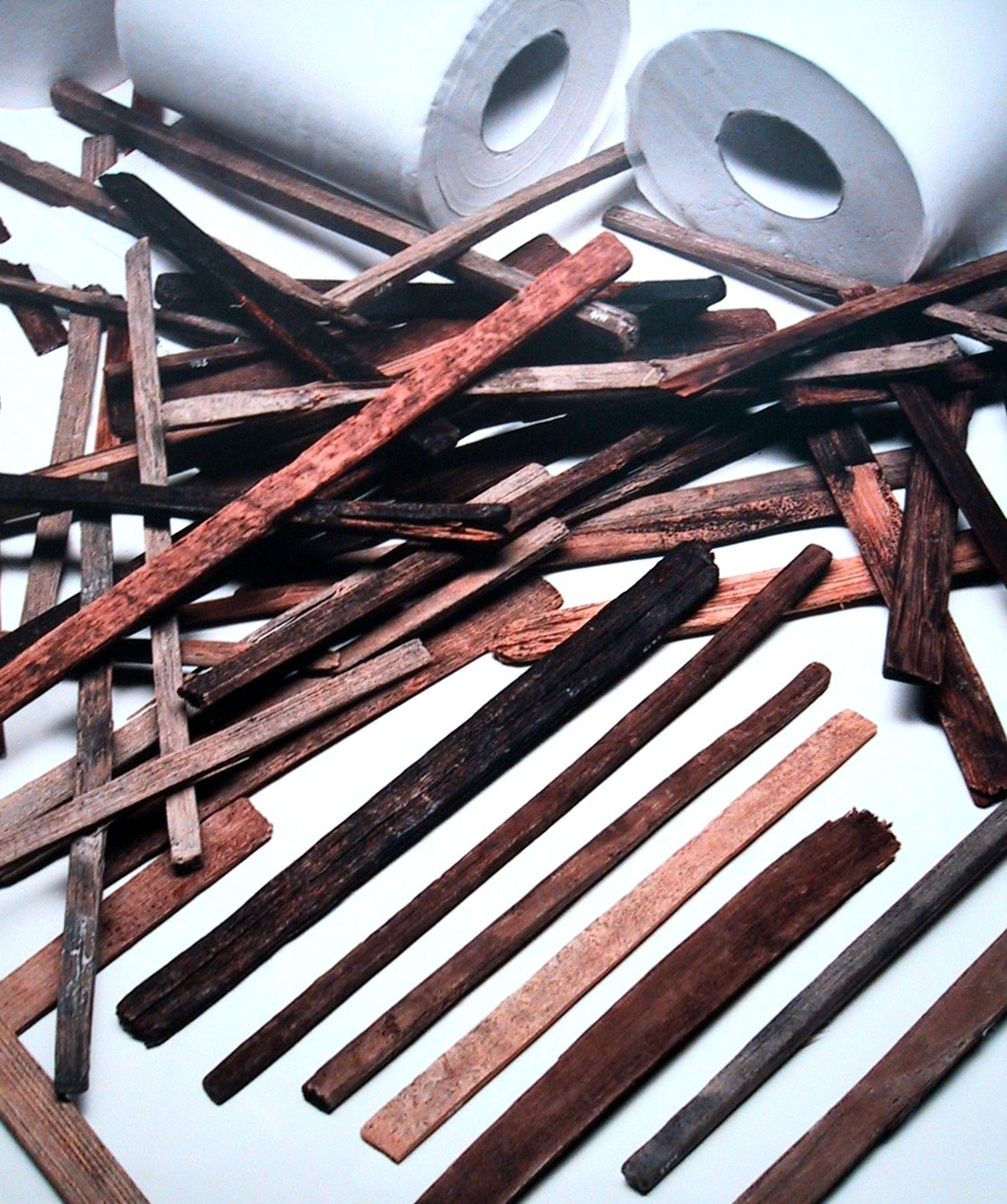
Bâtonnets de toilette en bois de l'époque de Nara. Les rouleaux modernes du fond sont présents à titre de comparaison de taille.

Les toilettes ont été utilisées au Japon depuis l'aube de la civilisation, bien que leur construction et usage exacts soient encore inconnus. Les premiers systèmes d'égouts datent de la période Yayoi, (300 av. J.-C. à 250 apr. J.-C.). Ils furent utilisés dans de grands établissements, probablement en combinaison avec des toilettes. Pendant l'époque de Nara (de 710 à 784), un système de drainage fut créé dans la capitale, Nara, constitué  de ruisseaux larges de 10 à 15 cm au-dessus desquels on pouvait s'accroupir avec un pied de chaque côté. Des bâtonnets en bois étaient utilisés en guise de papier toilette. Les premières toilettes connues au Japon remontent également à cette époque, construites sur une fosse ouverte, à la manière de toilettes extérieures. À l'époque, des algues étaient utilisées pour s'essuyer, ainsi que des bâtons de bois appelés chūgi (籌木),, mais à l'époque d'Edo, ils furent remplacés par du papier hygiénique fait de washi (papier traditionnel japonais),. Dans les régions montagneuses, des copeaux de bois et de grandes feuilles étaient également utilisés. Très souvent, les toilettes étaient construites sur un ruisseau.
Historiquement, les toilettes sèches étaient plus fréquentes car plus faciles à construire, et permettaient aussi la réutilisation des excréments comme engrais — un avantage dans ce pays où le bouddhisme et son végétarisme poussaient à réduire la consommation de viande, bien que la pêche ait toujours constitué une part importante du régime alimentaire japonais. En fait, les excréments des riches étaient même vendus plus cher car leur régime alimentaire était meilleur. Cette pratique devint bien moins fréquente après la Seconde Guerre mondiale, à la fois pour des raisons sanitaires mais aussi grâce à l'utilisation plus répandue d'engrais chimiques,. Toutefois, on peut encore trouver des champs enrichis à l'aide d'excréments humains. Le Japon avait un niveau d'hygiène très élevé : le rejet ordonné des déchets humains était courant au Japon, alors qu'en Europe, les eaux usées étaient simplement déversées dans les rues de la plupart des villes du continent (la nuit, les cochons étaient lâchés dans les rues et nettoyaient le plus gros. État de chose qui a perduré dans l'expression allemande, die Sau 'raus lassen (en français, « laisser sortir la truie »), qui signifie « prendre du plaisir sans peur de choquer par sa vulgarité ».

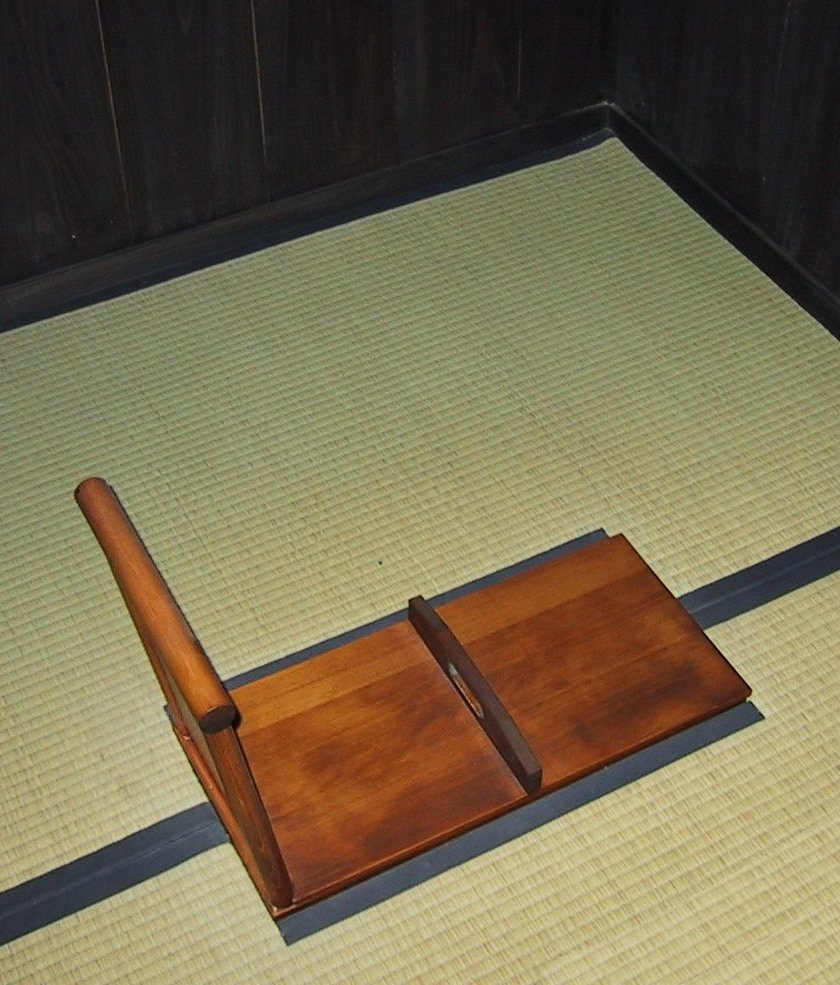
Toilettes de riches japonais près de Nakatsugawa, ère Meiji.

À Okinawa, les toilettes étaient souvent rattachées à l'enclos à cochons, et les cochons étaient nourris de ces déchets humains. Cette pratique s'est arrêtée après la Seconde Guerre mondiale.
Pendant l'époque Azuchi Momoyama (de 1568 à 1600), les « égouts Taiko » ont été construits autour du Château d'Osaka ; ils fonctionnent toujours aujourd'hui. L'utilisation de systèmes d'égouts modernes commença en 1884, avec l'installation du premier égout en briques et céramique à Kanda à Tokyo. Davantage de plomberie et d'égouts furent installés après le grand tremblement de terre de Kanto pour éviter les épidémies après d'éventuels futurs séismes. Toutefois, la construction d'égouts ne progressa vraiment qu'après la Seconde Guerre mondiale pour faire face aux déchets produits par des villes à la population grandissante. En 2000, 60 % de la population était raccordée au tout-à-l'égout. Le jour national des égouts a lieu le 10 septembre,.
Les toilettes occidentales et les urinoirs commencèrent à apparaître au Japon au début du XXe siècle mais leur utilisation ne se répandit largement qu'après la Seconde Guerre mondiale, en raison de l'occupation américaine. En 1977, la vente des toilettes occidentales dépassait celle des toilettes traditionnelles au Japon. S'inspirant des toilettes avec bidet incorporé venues de Suisse et des États-Unis, la plus grande entreprise de sanitaires du Japon, TOTO, introduisit les Washlet en 1980. Les entreprises japonaises produisent actuellement les toilettes les plus modernes, les plus high-tech du monde.

## Terminologie
Les toilettes et les lieux les contenant sont désignés par de nombreux noms en japonais. Le mot le plus commun est toire (トイレ). Toire est une abréviation de toiretto (トイレット), emprunté de l'anglais toilet (« toilette »). Aujourd'hui toire et toiretto sont, comme en français, tous les deux aussi bien utilisés pour désigner les toilettes elles-mêmes que les pièces les contenant.
Parmi les nombreux autres mots pour désigner les pièces ou lieux contenant des toilettes, le plus commun est certainement otearai (お手洗, littéralement « pièce pour se laver les mains »). Plus rigoureusement, otearai se réfère au lavabo et est donc en fait un synonyme du mot « salle d'eau ». Cet euphémisme est très similaire à l'emploi américain de bathroom, signifiant littéralement « salle de bain ». Il est également courant de voir keshōshitsu (化粧室), autre traduction littérale de l'anglais powder room, sur les écriteaux des grands magasins et des supermarchés, et accompagnant aussi le pictogramme des toilettes publiques. Un autre mot moderne pour toilettes, aussi emprunté de l'anglais restroom, est resutorūmu (レストルーム), bien que ce mot ne soit pas d'usage courant. Benjo (便所, littéralement soit « lieu d'excrément » ou « lieu de commodité ») est également employé, mais ce mot est considéré comme inconvenant en public, bien qu'il puisse être utilisé à la maison, particulièrement entre hommes. Dans beaucoup de jeux d'enfants, un enfant mis hors jeu est envoyé à un endroit spécial (par exemple au milieu d'un cercle) appelé benjo. Le japonais dispose de nombreux autres mots pour désigner les endroits réservés aux fonctions excrétoires, parmi lesquels kawaya (厠) et habakari (憚り). Cependant, la plupart sont rares ou archaïques.
Les toilettes mêmes — c'est-à-dire la cuvette encastrée sur le sol, le réservoir d'eau, etc. — sont appelées benki (便器, littéralement « dispositif à excréments »). Le siège de toilette est quant à lui nommé benza (便座, « siège à excrément »). Le pot, que ce soit pour les jeunes enfants, les plus âgés ou les infirmes, est appelé omaru (御虎子).
L'Association japonaise des toilettes célèbre chaque année le non officiel « jour des toilettes » le 10 novembre : au Japon, les nombres 11/10 (pour le mois et le jour) peuvent être lus comme ii-to(ire), qui signifie également « bonne toilette »[réf. nécessaire].

## Types de toilettes

### Toilettes accroupies

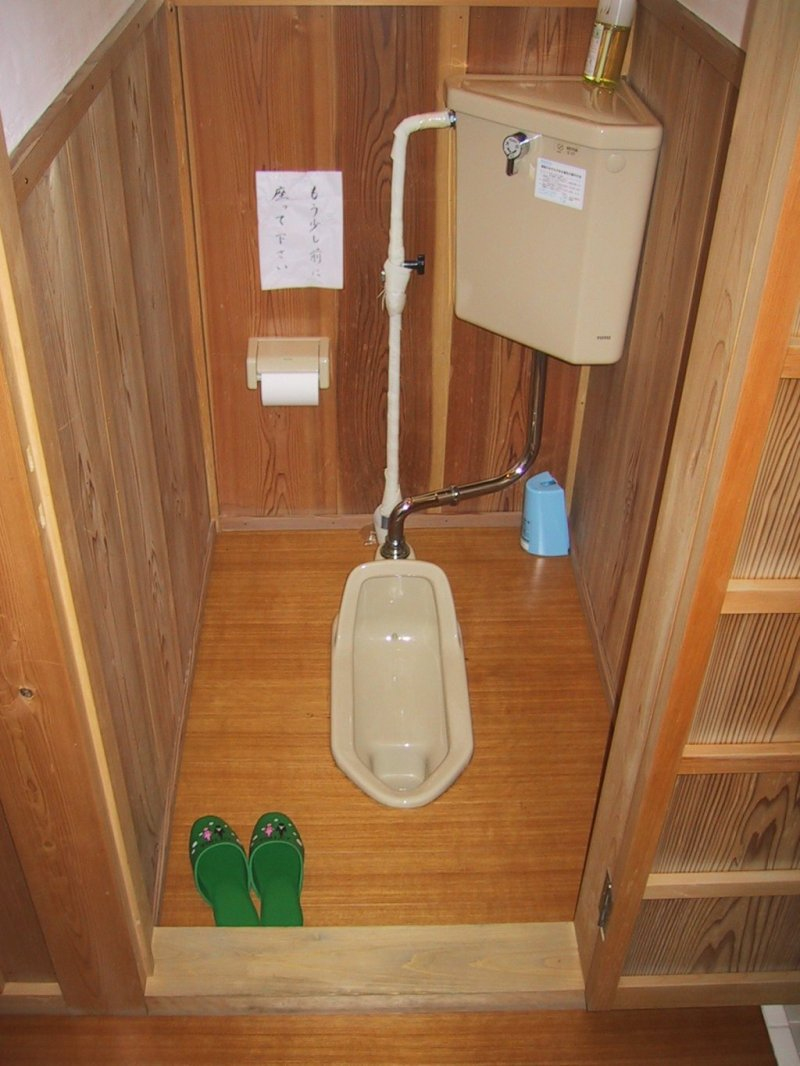
Un WC japonais traditionnel avec ses chaussons. L'écriteau sur la gauche dit : « Accroupissez-vous un peu plus près SVP. »

Les WC japonais traditionnels (和式, washiki) sur lesquels on s'accroupit sont des toilettes à la turque, aussi appelées « WC asiatique », puisque cette forme de toilettes sur lesquelles on s'accroupit est répandue dans toute l'Asie. Ce genre de toilettes ressemble à un urinoir miniature ou à un bidet posé sur le sol. La plupart sont en porcelaine, mais certains (dans les trains par exemple) peuvent être en acier inoxydable. Plutôt que de s'asseoir, l'utilisateur doit s'accroupir au-dessus en faisant face à la partie hémisphérique, c'est-à-dire en faisant face au mur du fond, contrairement aux toilettes à la turque. Une cuvette sans eau et peu profonde reçoit les excréments contrairement aux toilettes occidentales. Par contre, toute la plomberie est similaire. Tirer la chasse va faire jaillir l'eau du devant et pousser les excréments dans le petit réservoir qui se vide alors dans les égouts. La chasse d'eau s'emploie de la même façon qu'en Occident mais, parfois, il y a une pédale en lieu et place de levier. Généralement, les toilettes japonaises ont deux sortes de chasse, petite (小) et grande (大) qui diffèrent par la quantité d'eau utilisée. La première étant pour l'urine (littéralement « petit excrément » en japonais) et l'autre pour les fèces (littéralement « gros excrément »). Le levier est souvent poussé en permanence sur « petit » pour avoir un flux d'eau continu dont le son couvrira d'autres bruits considérés comme embarrassants (voir infra « Otohime — la princesse du son »)[réf. nécessaire].
Deux variantes des toilettes traditionnelles existent communément : l'une où les toilettes sont au niveau du sol, et l'autre où les toilettes sont élevées sur une plate-forme d'environ 30 cm de haut. La première est plus facile à utiliser pour les hommes (position debout), mais les deux types peuvent être utilisés à cet effet. Il n'y a également aucune différence pour la défécation ou pour uriner accroupi. L'utilisateur s'accroupit alors sur les toilettes face au bol et baisse son pantalon ou soulève sa jupe et descend ses sous-vêtements au niveau des genoux. L'utilisateur s'accroupit ensuite au-dessus du trou, le plus en avant possible, pour éviter que les excréments tombent sur le rebord arrière du réceptacle intégré au sol[réf. nécessaire].
Pour cette raison, de nombreuses toilettes publiques rappellent à l'utilisateur cette précaution par cette phrase « Veuillez vous rapprocher d'un pas ». Pendant la défécation, il est important de rester en équilibre. Les débutants se tiennent souvent au tuyau de la chasse d'eau fixé au mur, qui est surnommé « barre de grognements » en référence aux bruits produits lorsqu'on s'accroche à cette barre. Si la plomberie est cachée ou pas assez solide, une poignée séparée peut être installée spécialement pour aider l'utilisateur à rester en équilibre pendant l'usage ou lorsqu'il se relève. Une autre stratégie parfois employée par les étrangers afin d'éviter des accidents embarrassants pendant la défécation est d'enlever pantalon et sous-vêtements et de les accrocher à la patère avant de se mettre en position[réf. nécessaire].
Les avantages de ce type de toilettes sont : facilité de nettoyage, moins cher à fabriquer et consommation d'eau moindre que les toilettes occidentales. De plus, en raison de l'absence de contact avec le siège, elles sont prétendument plus hygiéniques. En fait, le contact avec le siège n'est pas un vrai risque pour la santé, et la position accroupie et près du sol augmente le risque d'éclaboussures d'urine et de fèces sur les jambes ou les chaussures. Par contre, l'absence d'eau empêche les éclaboussures d'eau pendant la défécation. Toutefois, puisque les excréments restent exposés à l'air libre le temps qu'ils soient chassés, ces toilettes sont beaucoup plus malodorantes que ne le sont les toilettes occidentales, un effet malheureusement souvent remarqué aux abords des toilettes japonaises[réf. nécessaire].
D'autres effets bénéfiques sont attribués aux toilettes sur lesquelles on s'accroupit : développement des muscles pelviques chez les femmes, réduisant ainsi le risque d'incontinence, développement musculaire des hanches, amélioration de la respiration, de la concentration mais aussi de la flexibilité des genoux. La position accroupie buste droit permettrait également d'éliminer plus de fèces du côlon,. D'autres études affirment que la position accroupie peut guérir des hémorroïdes.
L'entreprise japonaise TOTO fabrique un WC avec bidet intégré, avec un petit jet d'eau incorporé venant de l'arrière pour nettoyer l'anus. Ce produit n'est pas très populaire du fait des éclaboussures provoquées par le jet et aucun produit n'existe avec un jet venant de l'avant qui minimiserait lesdites éclaboussures[réf. nécessaire].
Bien que rare, on peut parfois trouver le modèle avec un siège pouvant être abaissé ou relevé. En position basse, il est utilisé comme des toilettes traditionnelles. En position haute, on l'utilise essentiellement comme des toilettes occidentales. Ce modèle hybride semble surtout exister dans les zones rurales pour le confort des résidents étrangers, mais les adaptateurs qui s'installent sur le dessus des toilettes japonaises pour les transformer en toilettes « assises » sont bien plus fréquents.

### Les toilettes occidentales à chasse d'eau

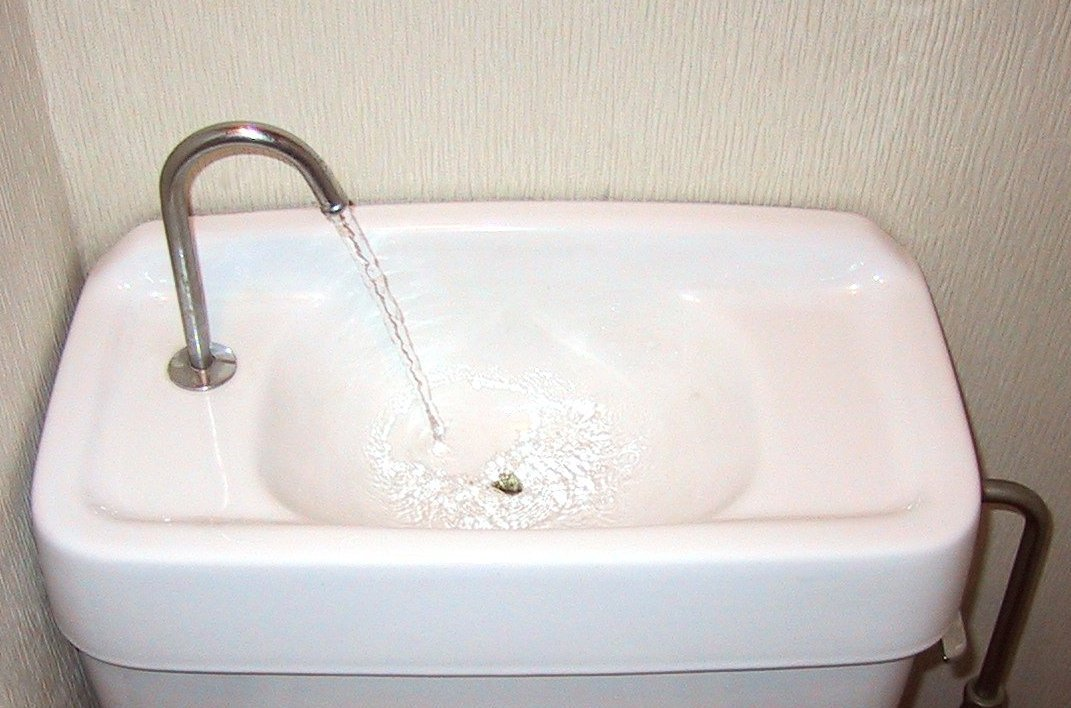
Le tuyau au-dessus de la chasse de ce WC à l'occidentale permet de se laver les mains avec l'eau qui sera utilisée pour la chasse suivante.

Les toilettes à chasse d'eau standard utilisées à travers le monde sont appelées au Japon toilettes de style occidental (洋式, yōshiki). Ces toilettes, incluant les high tech, sont désormais plus répandues dans les maisons japonaises que les traditionnelles sur lesquelles on s'accroupit. Malgré cela, certains appartements anciens affichent toujours un mode d'emploi illustrant l'utilisation convenable des toilettes occidentales pour faire ses besoins. Alors que la plupart des toilettes publiques dans les écoles, les temples ou les gares sont souvent équipées uniquement de toilettes traditionnelles, dans leurs maisons, les Japonais préfèrent pouvoir s'asseoir, surtout les personnes âgées pour qui la position accroupie est particulièrement difficile et inconfortable[réf. nécessaire].

### Les toiletteshigh-techjaponaises

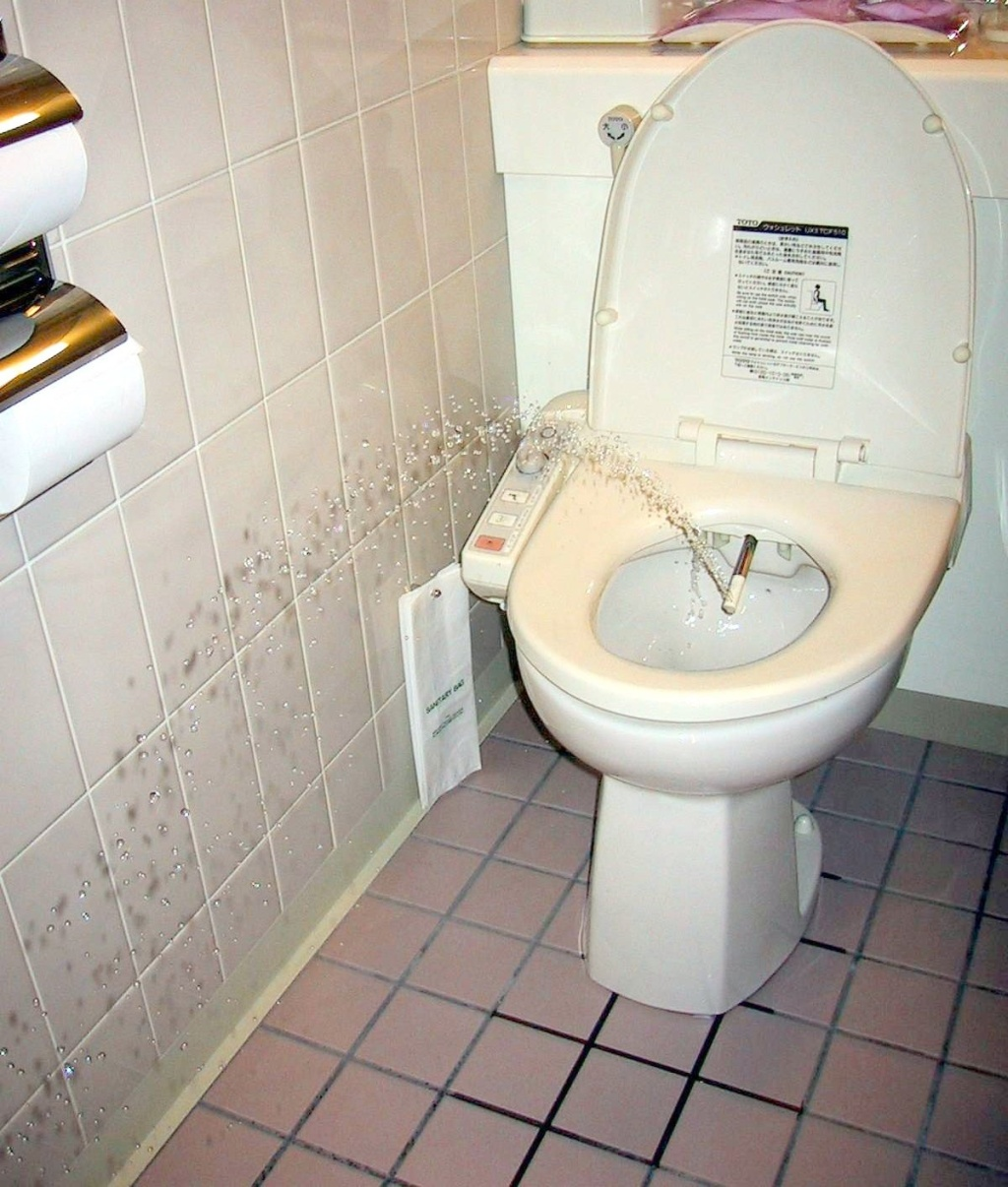
Ce jet d'eau nettoie les fesses des utilisateurs de ces toilettes-bidets.

Les toilettes modernes au Japon, communément appelées, en japonais, des Washlet (ウォシュレット, woshuretto) ou siège de toilette à nettoyage à l'eau tiède (温水洗浄便座, onsui senjō benza) sont les plus perfectionnées au monde, avec une liste impressionnante de fonctionnalités. Le modèle du fabricant, TOTO, Washlet Zoe est listé dans le Livre Guinness des records comme les toilettes les plus sophistiquées du monde avec sept fonctions. Toutefois, le modèle a été introduit en 1997, et semble maintenant être dépassé par les tout derniers modèles, notamment le Neoreste. L'idée du washlet est en fait venue de l'étranger et le premier siège de toilettes avec bidet intégré a été fabriqué à l'extérieur du Japon en 1964. L'ère des toilettes très perfectionnées au Japon a commencé en 1980 avec l'introduction du Washlet G Series de TOTO, et depuis lors le nom washlet a été utilisé pour parler de tous les types de toilettes japonaises high-tech. En 2002, pratiquement la moitié des habitations au Japon avaient de telles toilettes, soit plus que le nombre de ménages ayant un ordinateur,. Alors que ces toilettes ressemblent au style occidental au premier regard, elles ont en fait un nombre de fonctionnalités supplémentaires : séchoir à air, siège chauffant, options de massage, ajustement des jets d'eau, ouverture automatique de la lunette, ventilation anti-odeur, chasse d'eau automatique après usage, panneau de contrôle sans fil, chauffage et climatisation pour les pièces, etc. Parties intégrantes des toilettes ou du siège, ces fonctionnalités peuvent être utilisées à l'aide d'un tableau de commande qui est soit rattaché au côté du siège, soit sur un mur à proximité, transmettant, sans fil pour la plupart, les commandes au siège.

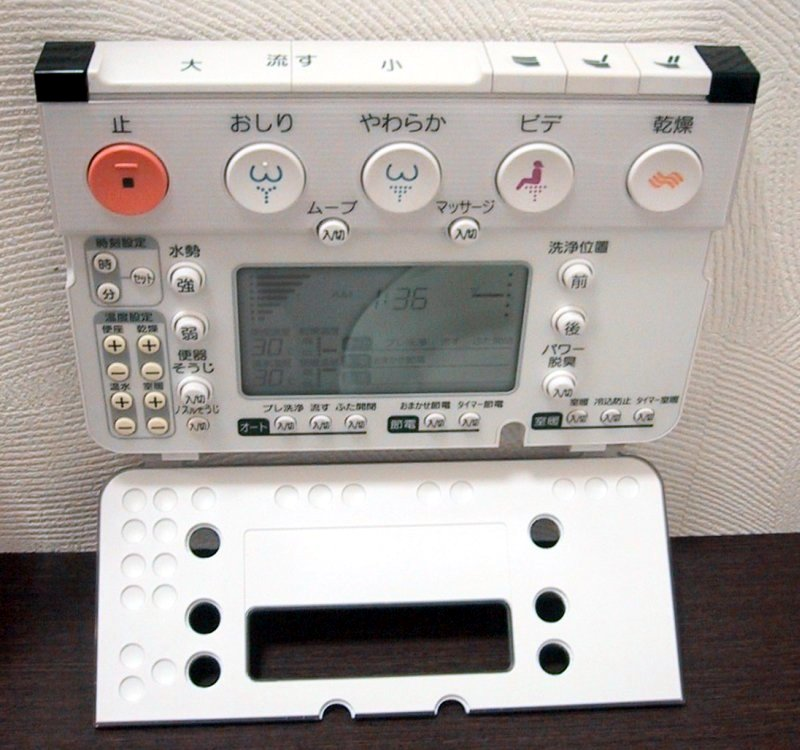
Un tableau de contrôle sans fil de toilettes, avec 38 boutons.

La fonctionnalité la plus élémentaire est le bidet intégré, un bec d'eau de la taille d'un crayon sort par-dessous l'arrière du siège des toilettes et projette l'eau. Il n'a que deux configurations possibles : l'une pour l'anus, l'autre pour la vulve. Le premier est appelé « lavage du postérieur », « utilisation générale » ou « nettoyage familial », et le deuxième est appelé « nettoyage féminin » ou « lavage féminin ». Le bec ne touche le corps à aucun moment. Le bec est également autonettoyant et se nettoie avant et après chaque utilisation. L'utilisateur peut choisir de se laver l'anus ou la vulve en appuyant sur un bouton d'un panneau de configuration. Classiquement, c'est le même bec qui est utilisé pour les deux opérations, mais avec une position différente de la tête du bec[réf. nécessaire].
De plus, les ouvertures et l'angle du jet d'eau ne sont pas les mêmes pour pouvoir atteindre le bon endroit. Parfois, deux becs différents sont utilisés, chacun destiné à sa propre partie. Le jet ne marche que lorsqu'une pression s'exerce sur la lunette, c'est-à-dire quand un utilisateur est assis, ceci afin d'éviter un déclenchement intempestif si le siège n'est pas occupé. Les premiers modèles n'incluaient pas cette sécurité. Nombre d'utilisateurs curieux appuyaient sur le bouton lorsqu'ils regardaient les toilettes pour observer le mode de fonctionnement de l'appareil et recevaient le jet d'eau tiède dans la figure. L'interrupteur de pression a été ajouté pour éviter ce genre d'incident.
La plupart des toilettes high-tech permettent de régler la pression du jet. Par défaut, la pression pour la vulve est moins forte que pour l'anus. Habituellement, la température de l'eau peut aussi être réglée. Des chercheurs ont trouvé que la plupart des gens préfèrent une eau à une température légèrement supérieure à celle du corps, 38 °C étant considéré comme idéal. Sur certains modèles, la position exacte du bec peut être ajustée manuellement vers l'avant ou l'arrière. Les toilettes haut de gamme proposent aussi un jet pulsant ou vibrant, tel un pommeau de douche, ou ajoutant un peu de savon pour un meilleur nettoyage. Les fabricants prétendent que ce jet d'eau aide à prévenir et soigner la constipation et les hémorroïdes. Le Dr Hiroshi Ojima, un proctologue japonais, affirme que ce genre de toilettes est populaire du fait de la faible quantité de fibres du régime alimentaire japonais et du haut taux de constipation en découlant.
À haute pression, le jet peut faire aussi office de lavement. Le jet d'eau peut entièrement remplacer le papier, mais la plupart des utilisateurs utilisent les deux, rarement pour la vulve cependant, pour une meilleure hygiène parce que l'action mécanique du frottement du papier est très efficace. Certains utilisent le papier avant, d'autres après, certains les deux, d'autres pas du tout, chacun selon son goût[réf. nécessaire].
Une autre fonction répandue est le séchage par ventilation, ajustable entre 40 °C et 60 °C pour se sécher le fondement après utilisation du jet. Mais son efficacité est toute relative et la plupart des gens préfèrent utiliser du papier[réf. nécessaire].
La fonction la plus commune est probablement la lunette chauffante, entre 30 °C et 40 °C. Ceci n'est pas qu'un gadget inutile puisque la plupart des habitations japonaises n'ont pas de chauffage central et les toilettes sont très souvent thermiquement mal isolées et deviennent glaciales en hiver, d'où la popularité de cette fonction. En 2005, certains modèles sont apparus avec une lunette chauffante se déclenchant par détecteur de présence afin d'éviter de chauffer continuellement et inutilement[réf. nécessaire].
D'autres fonctions existent mais sont plus rares : lunette avec détecteur de présence se relevant automatiquement, chasse d'eau automatique (assez commune pour les toilettes publiques), ventilation désodorisante à l'ozone, surface anti-bactérienne, fermeture douce de la lunette — empêchant celle-ci de claquer —, chronomètres décomptant le temps d'utilisation, lunette fluorescente visible dans le noir, climatisation pour les jours de canicule, etc. Certains modèles pour personnes âgées sont équipés d'accoudoirs et autres dispositifs pour les aider à se relever[réf. nécessaire].
Une récente invention, qui semble plaire aux dames, est le détecteur de présence intelligent qui soulève la lunette si l'on fait face au WC ou la laisse abaissée si on lui tourne le dos — et s'apprête donc à s'asseoir,,.
Récemment, des chercheurs ont ajouté des capteurs qui mesurent le taux de sucre sanguin d'après l'analyse de l'urine, le pouls, la pression sanguine, et le taux de graisse de l'utilisateur. D'autres capteurs sont en cours de développement et, à terme, toutes ces données pourront être automatiquement envoyées à un médecin via une liaison internet sans fil. Néanmoins, ces capteurs sont très rares et leur succès reste difficile à prédire,,.
TOTO, NAIS et d'autres fabricants produisent aussi des versions de voyage qui fonctionnent sur piles et doivent être remplies d'eau tiède avant usage[réf. nécessaire].

### Toilettes pour hommes, toilettes pour femmes
Les urinoirs au Japon sont similaires à ceux présents dans le reste du monde et sont utilisés dans les toilettes collectives pour hommes[réf. nécessaire].
Avant et pendant l'ère Meiji, les urinoirs étaient utilisés par les hommes mais également les femmes. Comme traditionnellement les kimonos se portaient sans sous-vêtements, les femmes remontaient leur kimono et, en inclinant leur pubis vers l'avant, pouvaient diriger le jet d'urine dans l'urinoir. Cette pratique a disparu au XXe siècle lorsque la plupart des femmes se sont mises à s'habiller à l'occidentale et à porter des sous-vêtements sous le kimono[réf. nécessaire].
L'urinoir féminin a fait un bref retour entre 1951 et 1968, lorsque TOTO en a relancé la fabrication. Ils avaient la forme d'un cône et étaient fixés sur le sol. Ils ne furent jamais très répandus et il en reste très peu, notamment au Stade National du Japon construit pour les Jeux olympiques de 1964 à Tokyo[réf. nécessaire].

## Des accessoires spécifiquement japonais
Les toilettes au Japon ont des accessoires très similaires à la plupart des toilettes du monde, comme le papier hygiénique, une brosse, un lavabo, etc. Toutefois, il existe certains accessoires spécifiquement japonais que l'on trouve rarement ailleurs, pour des raisons culturelles[réf. nécessaire].

### Otohime— la «princesse du son»

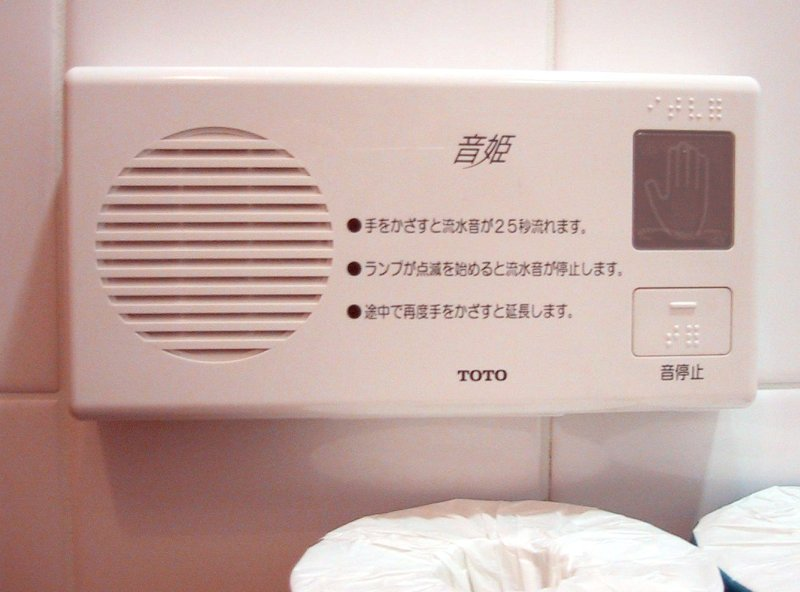
Un Otohime dans des toilettes dames

Beaucoup de femmes japonaises sont embarrassées à l'idée que quelqu'un d'autre puisse les entendre pendant qu'elles font leurs besoins aux toilettes (un syndrome appelé parurésie ou « vessie timide »). Pour couvrir le bruit de la miction et de la défécation, beaucoup de femmes laissent couler continuellement la chasse d'eau des toilettes, gaspillant ainsi une énorme quantité d'eau durant l'opération. Comme les campagnes d'éducation n'ont pas réussi à arrêter cette pratique, un dispositif fut introduit dans les années 1980. Une fois activé, il reproduit le son de la chasse d'eau sans qu'il y ait pour autant besoin d'utiliser celle-ci[réf. nécessaire].
L'une des marques proposant ce système est Otohime (音姫), qui signifie littéralement « la princesse du son », ainsi nommé d'après la déesse japonaise Otohime, fille du dieu de la mer Ryujin (toutefois le nom de la déesse s'écrit avec des kanjis différents (乙姫) et signifie lui « princesse plus jeune »). Ce dispositif est désormais placé dans la plupart des nouvelles toilettes pour dames, tandis que beaucoup d'anciennes toilettes publiques pour dames en sont équipées. L'Otohime peut être soit un dispositif indépendant fonctionnant sur batteries attaché au mur des toilettes, soit un composant d'un washlet existant. Le dispositif est activé en appuyant sur un bouton, ou en passant la main devant un capteur. Une fois activé, le dispositif produit un bruit similaire à celui d'une vraie chasse d'eau. Ce son s'interrompt au bout d'un temps prédéfini ou peut être arrêté par une deuxième pression sur le bouton. L'économie ainsi réalisée est estimée à plus de 20 litres d'eau par utilisation. Cependant, certaines femmes pensent que le son du Otohime est artificiel et préfèrent continuer à utiliser l'écoulement continu de la chasse d'eau plutôt que l'enregistrement. Comme il semble qu'il n'y ait pas jusqu'à présent de demande pour un dispositif du même type dans les toilettes publiques pour hommes, celui-ci n'est presque jamais présent dans ces lieux.

### Les chaussons de toilettes

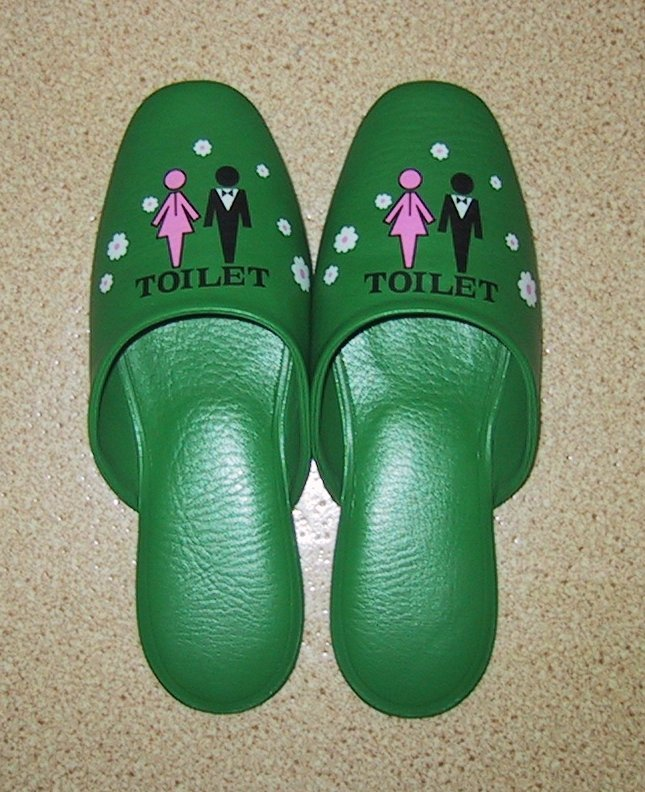
Une paire de « chaussons de toilettes ».

Dans la vie japonaise, il y a une tendance à séparer les lieux « propres » et « non propres », et le contact entre ces deux lieux est minimisé. Par exemple, l'intérieur de la maison est considéré comme un endroit propre, alors que l'extérieur est considéré comme sale. Pour garder ces deux endroits bien distincts les uns des autres, les chaussures sont retirées avant d'entrer dans la maison afin que celles-ci, considérées comme « non propres », ne touchent pas la zone « propre » à l'intérieur. Historiquement, les toilettes étaient situées à l'extérieur des maisons et on portait donc les chaussures pour s’y rendre[réf. nécessaire].
De nos jours, les toilettes sont pratiquement toujours à l'intérieur des habitations et les conditions d'hygiène se sont significativement améliorées, mais dans la psyché japonaise, les toilettes sont toujours considérées comme un endroit « non propre ». Pour minimiser le contact entre le sol des toilettes « non propres » et le sol « propre » du reste de la maison, de nombreuses maisons particulières et aussi des toilettes publiques ont des « chaussons de toilettes » placés devant la porte de celles-ci, chaussons qui doivent être utilisés pour entrer dans les toilettes et retirés en sortant. La présence ou non des chaussons à la porte indique également si les toilettes sont occupées. Ces « chaussons de toilettes » sont donc une réminiscence du temps où les chaussures étaient portées pour aller aux toilettes[réf. nécessaire].
Ils peuvent être aussi simples qu'une paire de chaussons en caoutchouc, décorés avec des personnages de dessins animés pour les enfants, ou même en fourrure animale pour les modèles plus luxueux. Une erreur fréquente pour les étrangers est d'oublier de retirer les chaussons de toilettes après être allé aux WC et de marcher avec dans le reste de la maison, mélangeant ainsi les zones « propres » et « non propres »,. Néanmoins, même certains Japonais n'utilisent pas ces chaussons de toilettes[réf. nécessaire].

## Toilettes publiques
Les toilettes publiques sont faciles à trouver au Japon. Les toilettes se trouvent dans les supermarchés, les konbinis, les librairies, les disquaires, les parcs, la plupart des magasins et dans toutes les gares ferroviaires, excepté les plus rurales. Au début des années 1990, il y eut un mouvement pour rendre les toilettes publiques plus propres et plus accueillantes qu'elles ne l'étaient par le passé. Cela paraît notable pour les touristes et les Japonais eux-mêmes. Cependant, il n'est pas inhabituel de voir des hommes japonais uriner en public, soûls ou pas.
De nos jours, la plupart des toilettes publiques disposent de toilettes occidentales. Certaines toilettes publiques peuvent encore posséder des toilettes traditionnelles, plus particulièrement en dehors es zones urbaines. En prévision des jeux olympiques de Tokyo 2020 un grand nombre de toilettes traditionnelles fut remplacé. Cependant, dans certains lieux traditionnels ou anciens comme les trains, les parcs, les temples, les restaurants japonais traditionnels, et les vieux bâtiments, ceux-ci n'ont typiquement que des toilettes traditionnelles où l'on s'accroupit. Les visiteurs peu habitués à celles-ci peuvent chercher le box avec toilettes occidentales, indiqués soit par les kanjis 洋式 (yōshiki), soit les mots anglais Western-style (« style occidental »), soit un symbole pour ces toilettes, ou alors une combinaison des trois. On peut également utiliser les toilettes pour handicapés (lorsqu'elles existent)[réf. nécessaire].
En 2009 a été commercialisé au Japon un logiciel pour téléphone mobile baptisé Check a Toilet. Ce logiciel permet de trouver les toilettes publiques les plus proches de l'endroit où l'on se trouve[réf. nécessaire].

### Le papier hygiénique
Le papier hygiénique est courant, et est généralement plus fin qu'en Occident car il sert essentiellement à sécher l'eau plutôt qu'à s'essuyer.

### Le savon
Rares sont les toilettes publiques avec du savon pour se laver les mains, et quasiment inexistantes celles avec serviettes pour se les sécher. De nombreuses personnes portent sur elles un mouchoir pour de telles occasions, et certains apportent également leur propre savon. Ces mouchoirs ressemblent à de petites serviettes éponge et sont très souvent utilisés pendant les étés caniculaires et humides que connaît le Japon pour essuyer la transpiration. C'est pour cela qu'il est très mal vu au Japon de se moucher dans un mouchoir en tissu puisque ceux-ci sont utilisés pour se sécher la peau. Certaines toilettes publiques sont équipées de séchoirs automatiques puissants pour réduire le volume de déchets générés par les serviettes en papier. Les séchoirs à mains et robinets sont en général installés avec des détecteurs de mouvement pour une économie d'énergie supplémentaire. Certaines personnes ne se lavent tout simplement pas les mains, mais ceci est considéré comme rustre au Japon comme dans d'autres cultures[réf. nécessaire].

## Aspects culturels
Au Japon, être propre est très important. Par exemple, en japonais, l'adjectif « propre » veut également dire « beau » ; le mot kirei peut ainsi signifier à la fois « élégant, beau, propre, pur, rangé ». Ceci pourrait expliquer à la fois le succès continuel des toilettes traditionnelles où il n'y a aucun contact physique, mais aussi le succès des toilettes high-tech avec bidet incorporé. Certaines personnes préfèrent même s'accroupir au-dessus des toilettes occidentales pour éviter un contact physique indirect avec d'autres usagers, connus ou inconnus, qui ont pu s'y asseoir précédemment. Il y a aussi un large marché pour les désodorisants d'ambiance qui donnent une senteur agréable à la pièce. Une entreprise a même développé une pilule qui, prise avec la nourriture, est supposée rendre la défécation inodore.
Dans les villes japonaises surpeuplées, et du fait du manque d'espace à l'intérieur des habitations japonaises traditionnelles, les toilettes sont l'une des rares pièces de la maison ayant gardé un peu d'intimité. Elles sont donc parfois équipées d'une étagère de livres, journaux, décorées de posters ou autres objets personnels[réf. nécessaire].
Comme en Europe, ces toilettes sont normalement séparées des salles de bains. Ceci est dû à la tradition de séparer le propre du malpropre. Ce point est également considéré comme important lors de la vente ou la location d'immeuble[réf. nécessaire].
Beaucoup d'étrangers restent perplexes devant ces toilettes high-tech ou celles où l'on s'accroupit. Ainsi, de nombreuses toilettes japonaises fournissent désormais un bref manuel en anglais près du panneau de contrôle ainsi qu'une traduction en anglais sur les boutons pour réduire le choc des cultures[réf. nécessaire].

## Économie

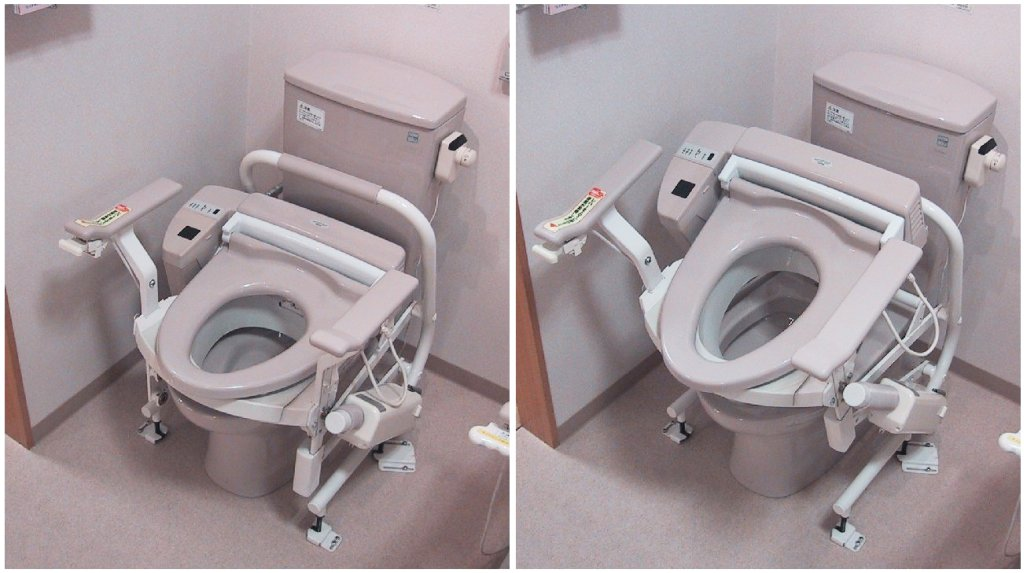
Siège électrique soulevable pour les personnes âgées.

Le marché mondial pour les toilettes high-tech était de l'ordre de 800 millions de dollars américains en 1997. TOTO est le plus gros producteur mondial de toilettes, y compris de toilettes à bidet ou washlets, avec 50 % des parts de marché, alors que le deuxième est Inax avec 25 %,. Les washlets et autres produits sanitaires sont également produits par NAIS et Panasonic. Le marché principal des washlets reste le Japon, et les ventes à l'étranger comptaient pour seulement 5 % du chiffre d'affaires de TOTO en 2003, contre 14 % en 2012,. Le premier marché à l'étranger est la Chine, où TOTO vend plus d'un million de washlets chaque année[réf. nécessaire].
Aux États-Unis par exemple, les ventes sont bien en deçà des niveaux japonais, même si les ventes ont progressé de six cents unités par mois en 2001 pour monter à 1 000 unités par mois en 2003, un article publié en 2009 par The Economist évoquant seulement 2 000 ventes annuelles. En Europe, TOTO ne vend que 5 000 washlets par an et les Européens commencent à regarder les washlets ou WC high-tech japonais avec curiosité, conduisant à une progression du nombre de telles toilettes installées en Europe, principalement due aux besoins particuliers des toilettes pour handicapés ; en effet, du fait de leur handicap, ces personnes peuvent avoir des difficultés pour s'essuyer elles-mêmes le fondement après avoir opéré. Par conséquent, l'introduction des toilettes à jets d'eau avec séchoir permet à ces personnes une plus grande autonomie ainsi que davantage d'intimité[réf. nécessaire].
Il existe plusieurs raisons à la faiblesse des ventes hors Japon. La principale est le temps mis par les clients pour s'habituer à l'idée du washlet, proche du tabou culturel. Même au Japon, les ventes ont mis du temps à décoller lorsque l'appareil est apparu en 1980, mais après un démarrage lent, elles ont significativement progressé à partir de 1985. Vers 1990, 10 % des ménages japonais disposaient d'un washlet, nombre qui n'a cessé d'augmenter pour atteindre 50 % en 2002. En 2012, 70 % des maisons japonaises en seraient pourvues.
Une autre raison de la stagnation des ventes est l'absence de prise de courant près des toilettes. Alors que communément toutes les salles d'eau japonaises ont une alimentation électrique, de nombreuses toilettes étrangères n'en sont pas pourvues. En Europe, les bidets traditionnels concurrencent ces washlets, même s'ils ont tendance à disparaître ; ce n'est toutefois pas une explication valable des faibles ventes hors Japon puisque les Américains ne disposent d'aucune sorte de bidet.
Notons cependant que la Suisse a deux producteurs de toilettes-douches, avec une histoire antérieure aux washlet japonaises : l'entreprise Closomat, qui offre depuis 1957 des toilettes-douches, et Geberit Balena AG[réf. nécessaire].